# Harrisonburg (Louisiana)
Harrisonburg is een plaats (village) in de Amerikaanse staat Louisiana, en valt bestuurlijk gezien onder Catahoula Parish.

## Demografie
Bij de volkstelling in 2000 werd het aantal inwoners vastgesteld op 746.
In 2006 is het aantal inwoners door het United States Census Bureau geschat op 732, een daling van 14 (-1.9%).

## Geografie
Volgens het United States Census Bureau beslaat de plaats een oppervlakte van 2,7 km², waarvan 2,4 km² land en 0,3 km² water. Harrisonburg ligt op ongeveer 24 m boven zeeniveau en ligt aan de Ouachita.

## Plaatsen in de nabije omgeving
De onderstaande figuur toont nabijgelegen plaatsen in een straal van 32 km rond Harrisonburg.